# Santiago de Huata
Santiago de Huata es un pueblo y municipio de Bolivia, ubicado a orillas del lago Titicaca. Administrativamente se encuentra dentro de la provincia de Omasuyos en el departamento de La Paz. Geográficamente conforma una región y península al este del lago Titicaca. Actualmente el municipio cuenta con una población de 8.562 habitantes.

## Toponimia
Santiago de Huata es un nombre mestizo compuesto por Santiago, por el Apóstol Mayor en castellano, y Huata. En relación con el topónimo Huata, existen dos interpretaciones: puquina y aimara. Del término puquina Coata significa "deidades protectoras" y Wat'a, del idioma aimara, significa "pies internados en el lago", es decir en aymara tiene relación con los términos geográficos de península y bahía.

## Historia
En la época prehispánica, esta península, estaba ocupada por poblaciones nativas como los urus, "puquinas (cultura Chiripa) y aymaras. Posteriormente fue invadido por los inkas. La población más importante de esta región fue la de habla puquina (anterior a la aimara), cuyos vestigios se pueden evidenciar hoy en los restos arqueológicos, la tecnología agropecuaria y la toponimia de la región.
En ese territorio, en los primeros años de la época colonial, los españoles establecieron una encomienda bajo el nombre de Achacachi, de la cual dependía la Viceparroquia de Santiago. Posteriormente, en 1779, fue fundado bajo el nombre de Santiago de Huata. Este pueblo estuvo dentro de la jurisdicción del Virreinato de Buenos Aires.
En la época republicana siglo XIX, su importancia radica en la producción agropecuaria, tanto en comunidades o ayllus y haciendas. 
En 1917, durante el auge de la goma, fue habilitado como puerto para las importaciones y exportaciones bolivianas. Santiago de Huata se vinculaba a a través del Puerto de Puno (Perú) con el Puerto de Mollendo en el Océano Pacífico. 
La Escuela Normal Rural Bautista Saavedra fue creada en 1938, bajo el gobierno de Germán Busch. Desde entonces es una de las instituciones educativas rurales más importantes de Bolivia.

## Demografía
De acuerdo con el censo boliviano de 2024, la población del municipio de Santiago de Huata es de 9 258 habitantes.
La población del municipio de Santiago de Huata aumentó entre 1992 y 2024:
| Año  | Habitantes (municipio) | Fuente |
| ---- | ---------------------- | ------ |
| 1992 | 6921                   | Censo  |
| 2001 | 8012                   | Censo  |
| 2012 | 7985                   | Censo  |
| 2024 | 9258                   | Censo  |

Mediante la ley del 15 de julio de 2005 se separó el municipio de Huarina del municipio de Achacachi, y mediante ley del 20 de enero de 2009, el municipio de Santiago de Huata.